# IC 64
IC 64 је елиптична галаксија у сазвјежђу Рибе која се налази на листи објеката дубоког неба у Индекс каталогу.
Деклинација објекта је + 27° 3' 34" а ректасцензија 0h 59m 24,4s. Привидна величина (магнитуда) објекта IC 64 износи 14,2 а фотографска магнитуда 15,2. IC 64 је још познат и под ознакама UGC 613, MCG 4-3-31, CGCG 480-30, NPM1G +26.0030, PGC 3550.